# Viktor de Kowa

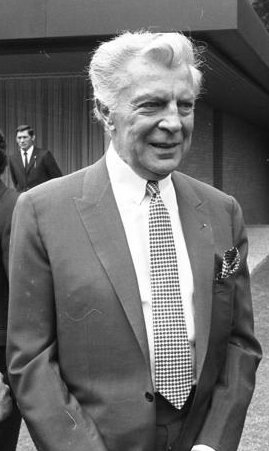
Viktor de Kowa, 1971

Viktor de Kowa (auch Victor de Kowa, eigentlich Victor Paul Karl Kowarzik) (* 8. März 1904 in Hohkirch bei Görlitz, heute Przesieczany; † 8. April 1973 in West-Berlin) war ein deutscher Theater- und Filmschauspieler, Chansonsänger, Regisseur, Erzähler und Komödiendichter.

## Leben
Der Sohn des Landwirts und Ingenieurs Karl Viktor Eugen Kowarzik wuchs in Dresden und von 1910 bis 1913 in der Villa „1900 am Walde“ in Seifersdorf bei Dippoldiswalde auf, wo er auch eingeschult wurde. Später wohnte er mit seiner Familie in Chemnitz. Nach der Kadettenschule besuchte er die Kunstakademie in Dresden und wurde zunächst Plakatzeichner. Dann nahm de Kowa Schauspielunterricht bei Erich Ponto, der ihm 1922 sein erstes Engagement am Dresdner Staatstheater vermittelte. 1926 gehörte de Kowa zum Ensemble der Waldbühne Sohland. Nach Stationen in Lübeck, Frankfurt am Main und Hamburg ging de Kowa nach Berlin, wo er an der Volksbühne, am Deutschen Theater und am Staatstheater bei Gustaf Gründgens spielte.
Seine erste kleine Filmrolle spielte er schon zur Stummfilmzeit in Der Herzensdieb (1927). In der UFA-Zeit (1930er und 1940er Jahre) zählte de Kowa zu den bedeutendsten Persönlichkeiten der Filmkomödie, um 1932/33 gelang ihm der Durchbruch zu Hauptrollen. Gelegentliche Besuche bei Goebbels zur Vorstellung eigener Projekte mögen 1939 dazu geführt haben, dass er zur Filmregie wechseln konnte. Er führte nach zwei Komödien beim NS-Propagandafilm Kopf hoch, Johannes! Regie. In diesem Jugendfilm wird der unabhängige, freiheitsliebende Junge Johannes an einer Napola-Schule, den Nationalsozialistischen Eliteinternaten, zu Disziplin und Gehorsam bekehrt. Das Statement de Kowas im Presseheft lautete: „Die Aufgabe, ein Abbild zu schaffen von dem Leben dieser jungen Generation, dieser zukünftigen Führerschaft Großdeutschlands – das ist eine Arbeit, für die man sich ehrlich und ohne Vorbehalte begeistern kann.“ Joseph Goebbels war von der Regieleistung de Kowas enttäuscht, der Film war ein relativer finanzieller Misserfolg und beendete dessen kurze Regiekarriere. Dennoch erhielt de Kowa später die Intendanz des Theaters und der Komödie am Kurfürstendamm. Er wurde im August 1944 von Goebbels in die Gottbegnadeten-Liste der unverzichtbaren Filmschauspieler aufgenommen, was ihn vor Kriegsdienstverpflichtungen bewahrte. Für den letzten im Auftrag des NS-Regimes gedrehten Film Das Leben geht weiter von 1945, einen nie aufgeführten und nach Kriegsende verschollenen Propaganda- und „Durchhalte“-Film, wurde de Kowa als bestbezahlter Akteur verpflichtet.
Ungeachtet seiner unleugbaren, aktiven Anbiederung an das Regime hat de Kowa, wie mehrfach bezeugt ist, der Widerstandsgruppe Ernst mit Geld und Unterschlupf geholfen, er selbst will auch einmal an einer Aktion, bei der Parolen an Häuserwände geschmiert wurden, beteiligt gewesen sein. Ebenfalls half er nachweislich Ende 1944 dem Major Fritz Goes, als dieser von der Schauspielerin Marianne Simson denunziert wurde, mit einer Aussage, in der er offenbar Simson als pathologische Lügnerin abqualifizierte, wofür er mit den anderen Unterstützern des Majors auf schärfste von Reichsfilmintendant Hans Hinkel bestandpunktet wurde. Felix Moeller zufolge war Viktor de Kowa Mitglied der NSDAP. Anderen Autoren zufolge ist diese Aussage unzutreffend. De Kowa selbst verneinte in allen Fragebögen aus der NS-Zeit eine Mitgliedschaft bei NS-Organisationen.
De Kowa war von 1945 bis 1950 Intendant der Berliner Tribüne und von 1956 bis 1962 Mitglied des Wiener Burgtheaters. Er betätigte sich auch in Organisationen der Friedensbewegung und war 1962 bis 1966 Vorsitzender der Gewerkschaft Kunst und Bundesvorstandsmitglied des Deutschen Gewerkschaftsbundes.

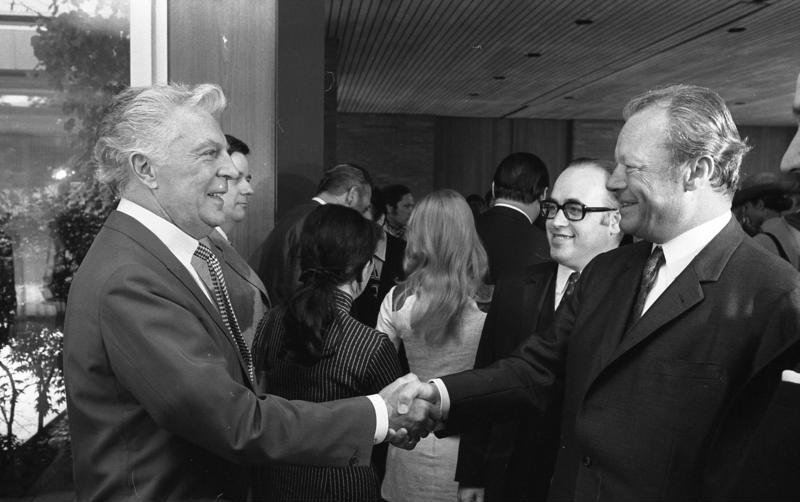
Viktor de Kowa und Willy Brandt, 1971

In der Nachkriegszeit glänzte de Kowa in den Filmen Des Teufels General (1955) als SS-Gruppenführer Schmidt-Lausitz, Es muß nicht immer Kaviar sein (1961) als Loos (auch im Nachfolgefilm Diesmal muß es Kaviar sein), dem Edgar-Wallace-Film Der Fälscher von London (1961) als Dr. Wells oder in Das Haus in Montevideo (1963) als Anwalt. Seine letzte Filmrolle hatte de Kowa in dem Karl-May-Film Winnetou und sein Freund Old Firehand als spleeniger Engländer Ravenhurst.

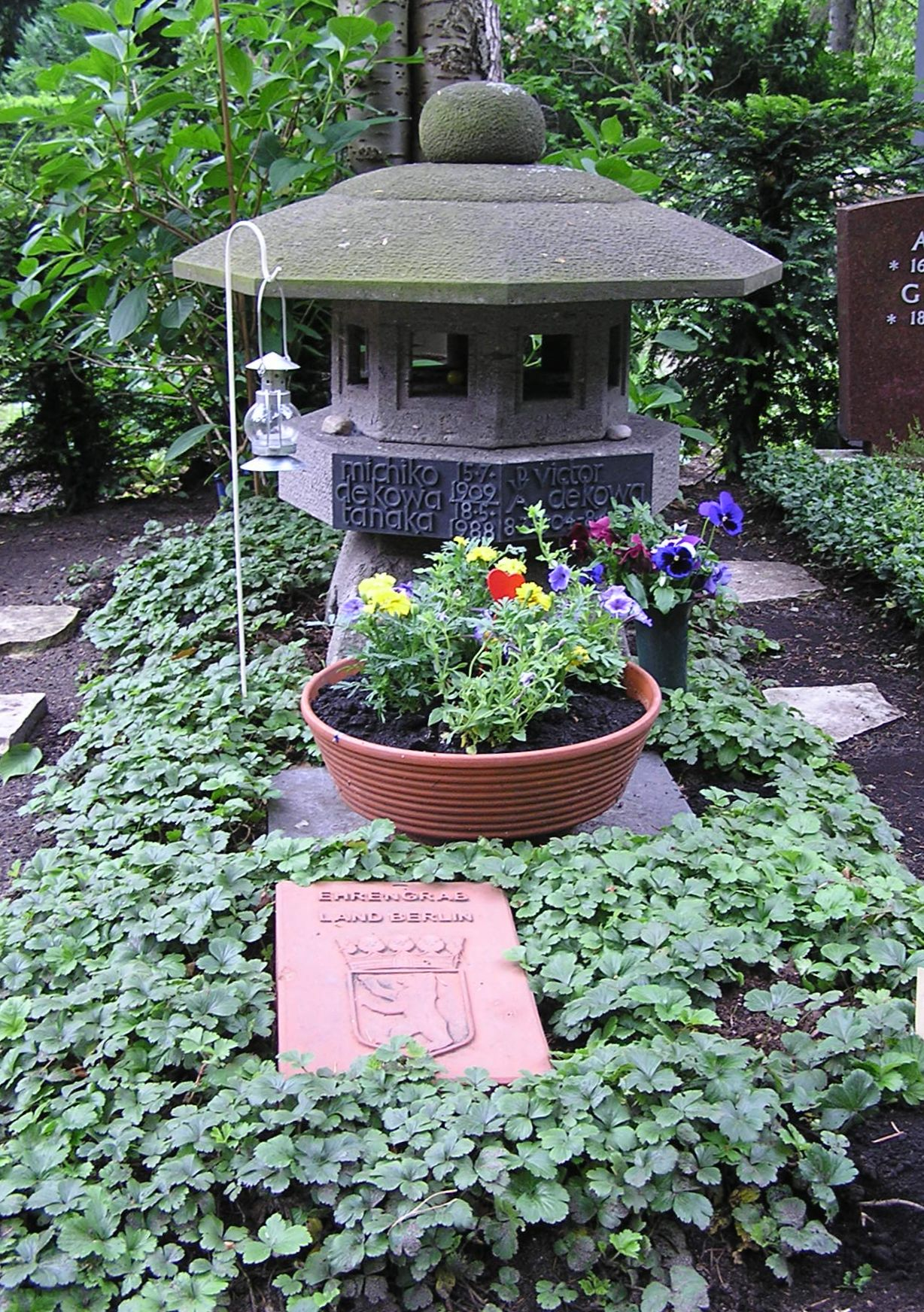
Ehrengrab von Viktor de Kowa auf dem Friedhof Heerstraße in Berlin-Westend

Im Fernsehen spielte de Kowa in dem Fernsehspiel Die große Szene (1962) (neben Antje Weisgerber) und auch in der Serie Slim Callaghan greift ein (ZDF, 1964). Als Synchronsprecher war er auch die deutsche Stimme von James Stewart in der Komödie Mein Freund Harvey (Harvey, 1950) und in Die Reise ins Ungewisse (No Highway in the Sky, 1951).
Als Autor verfasste der Schauspieler Bühnenkomödien (So oder so, Heut abend um 6, Untreu, Florian ist kein schlechter Kerl, Der Tolpatsch u. a.) und übersetzte Stücke aus dem Französischen.
De Kowa war von 1926 bis 1941 mit der Schauspielerin Ursula Grabley (1908–1977) und von 1941 bis zu seinem Tod mit der japanischen Sängerin und Schauspielerin Michiko Tanaka (1909–1988) verheiratet, deren vorheriger Ehemann Julius Meinl II. Trauzeuge war.
Anlässlich seines 50-jährigen Bühnenjubiläums überreichte ihm Bundeskanzler Willy Brandt am 20. Februar 1972 das Große Bundesverdienstkreuz. Zu diesem Zeitpunkt war de Kowa bereits an Zungenkrebs erkrankt, eine Krankheit, die ihn sichtbar zeichnete. Zudem erlitt er Anfang November 1972 einen Herzinfarkt. Viktor de Kowa starb, einen Monat nach seinem 69. Geburtstag, am 8. April 1973 nach langem Leiden im West-Berliner Universitätsklinikum.
Sein Grab befindet sich auf dem landeseigenen Friedhof Heerstraße in Berlin-Westend. Das Grabdenkmal in Form einer Pagode schuf der Bildhauer Richard Scheibe. Dahinter stehen zwei ineinander verschlungene Kirschbäume. Beides erinnert an die fernöstliche Kultur, mit der de Kowa durch die Heirat mit Michiko Tanaka in Verbindung trat. Die Witwe wurde 1988 neben ihrem Gatten beigesetzt. Auf Beschluss des Berliner Senats ist die letzte Ruhestätte von Viktor de Kowa (Grablage: 16-G-29) seit 1980 als Ehrengrab des Landes Berlin gewidmet. Die Widmung wurde 2001 um die übliche Frist von zwanzig Jahren verlängert. Die separate Widmung als Ehrengrab für die letzte Ruhestätte von Michiko de Kowa-Tanaka, die seit 1990 bestand, lief im Jahr 2014 aus.

## Filmografie
- 1928: Der moderne Casanova
- 1929: Katharina Knie
- 1930: Pension Schöller
- 1931: Die Faschingsfee
- 1931: Der wahre Jakob
- 1931: 1914, die letzten Tage vor dem Weltbrand
- 1931: Die andere Seite
- 1932: Der Stolz der 3. Kompanie
- 1932: Unheimliche Geschichten
- 1932: Tannenberg
- 1932: Der Orlow
- 1933: Der Läufer von Marathon
- 1933: Sag’ mir, wer Du bist
- 1933: Es war einmal ein Musikus
- 1933: Ein Lied geht um die Welt
- 1933: Kleiner Mann – was nun?
- 1933: Zwei im Sonnenschein
- 1933: Das Schloß im Süden
- 1933: Mädels von heute
- 1933: Wenn ich König wär!
- 1933: Polizeiakte 909 (Taifun)
- 1934: Die Finanzen des Großherzogs
- 1934: Pappi
- 1934: Was bin ich ohne Dich
- 1934: Der junge Baron Neuhaus
- 1934: Da stimmt was nicht
- 1934: Ein Kind, ein Hund, ein Vagabund
- 1934: Lockvogel
- 1935: Mein Leben für Maria Isabell
- 1935: Lärm um Weidemann
- 1936: Die große und die kleine Welt
- 1936: Skandal um die Fledermaus
- 1936: Spiel an Bord
- 1937: Die göttliche Jette
- 1937: Versprich mir nichts!
- 1937: Mit versiegelter Order
- 1938: Kleiner Mann – ganz groß
- 1938: Ich liebe Dich (auch Co-Drehbuch)
- 1938: Der Optimist
- 1938: Scheidungsreise
- 1939: Schneider Wibbel (Regie)
- 1940: Casanova heiratet (Regie)
- 1941: Kopf hoch, Johannes! (Regie)
- 1942: Die Sache mit Styx
- 1942: Wir machen Musik
- 1943: Altes Herz wird wieder jung
- 1943: Ein glücklicher Mensch
- 1943/46: Peter Voss, der Millionendieb
- 1944/48: Intimitäten
- 1945: Das Leben geht weiter
- 1946: Sag' die Wahrheit (Produktion)
- 1947: Zugvögel (Produktion)
- 1947: Und finden dereinst uns wieder (Produktion)
- 1947: Zwischen gestern und morgen
- 1949: Anonyme Briefe
- 1950: Die wunderschöne Galathee
- 1950: Melodie des Schicksals
- 1950: Skandal in der Botschaft
- 1951: Der blaue Stern des Südens
- 1952: Der Fürst von Pappenheim
- 1954: Eine Liebesgeschichte
- 1954: Hochstaplerin der Liebe
- 1955: Des Teufels General
- 1955: Der Himmel ist nie ausverkauft
- 1955: Vor Gott und den Menschen
- 1955: Musik im Blut
- 1956: Kein Platz für wilde Tiere (Sprecher)
- 1956: Ein Mädchen aus Flandern
- 1956: Nichts als Ärger mit der Liebe
- 1958: Scampolo
- 1958: Der veruntreute Himmel
- 1960: Bomben auf Monte Carlo
- 1960: Schlußakkord
- 1961: Der Fälscher von London
- 1961: Es muß nicht immer Kaviar sein
- 1961: Diesmal muß es Kaviar sein
- 1963: Das Haus in Montevideo
- 1963: Begegnung in Salzburg
- 1964: Slim Callaghan greift ein (8-teilige Fernsehserie)
- 1966: Winnetou und sein Freund Old Firehand
- 1971: Glückspilze

## Hörspiele
- 1947: Was den Damen gefällt – (Hauptrolle und Regie)
- 1948: Ingeborg – Regie: Otto Kurth
- 1951: Affäre Dreyfus – Regie: Curt Goetz-Pflug
- 1955: Der Apollo von Bellac – Regie: Rolf von Goth
- 1957: Gigi (Theatermitschnitt) – Aus der Reihe Wir gehen ins Theater (Regie)
- 1959: Tod eines Nichtschwimmers – Regie: Hans Bernd Müller
- 1960: Die Reise nach Österreich – Regie: Gerlach Fiedler
- 1960: Venus im Licht – Regie: Hans Lietzau
- 1961: Ferdinand und der Kaiser – Regie: Peter Schulze-Rohr
- 1963: Minna Magdalena – Regie: Hans Deppe
- 1964: Lärm in Tripolis – Regie: Hans Dieter Schwarze
- 1972: Dämmerung mit 6 Richtigen – Regie: Günter Bommert

## Auszeichnungen
- 1956: Komturkreuz des römischen Adlerordens
- 1961: Verdienstkreuz I. Klasse des Verdienstordens der Bundesrepublik Deutschland
- 1963: Orden Merite Civique
- 1964: Bambi
- 1972: Großes Verdienstkreuz des Verdienstordens der Bundesrepublik Deutschland
- 1972: Ernst-Reuter-Plakette der Stadt Berlin

## Medien
- Wilhelm Busch: Max & Moritz – Fipps, der Affe. Gesprochen von Viktor de Kowa. BMG Wort, Köln 2000, ISBN 3-89830-183-4.
- Gesangsaufnahmen auf Schallplatten wie Eine Weisse mit 'nem Himbeerschuss, Man muss auch 'mal 'nen Hupfer tun.

## Werke
- Achduliebezeit. Aus dem Libretto meines Lebens Aufgeschnappt, aufgeschrieben, verdichtet und gedichtet. Deutsche Verlags-Anstalt, Stuttgart 1971, ISBN 3-421-01580-5.
- Als ich noch Prinz war von Arkadien. Glock & Lutz, Nürnberg 1955 (Biografie).
- Katechismus des gesunden Menschenverstandes. Pontes, Berlin u. a. 1949.
- Mullepux. Verliebt zu dritt. Ein ganz kleiner Roman. Kranich, Berlin 1941.
- Allerlei mit Pinsel und Blei. Ernste und heitere Skizzen. Kranich, Berlin 1941.